# Manuel Ibarra
Manuel Ibarra, född den 18 november 1977 i Graneros, Chile, är en chilensk före detta fotbollsspelare. Vid fotbollsturneringen under OS 2000 i Sydney deltog han det chilenska lag som tog brons.